# Piribedil
Il piribedil è una molecola agonista del recettore D2 e D3 della dopamina, un derivato della piperazina, che in clinica viene impiegato con diverse indicazioni tra cui, in particolare, le vasculopatie cerebrali, le arteriopatie periferiche e come un agente antiparkinson. Il composto è anche dotato di proprietà antagoniste sui recettori α2-adrenergici. 
In Italia viene venduto dalla società Les Laboratoires Servier con il nome commerciale di Trivastan nella forma farmaceutica di compresse contenenti 20 mg di principio attivo. È disponibile anche con altri nomi commerciali, fra cui Pronoran, Trivastal Retard, Trastal, Clarium.

## Farmacodinamica
Piribedil agisce sui recettori dopaminergici arteriosi come agonista, e in seguito a tale azione il flusso ematico nelle arterie cerebrali e muscolari viene a migliorare. 
Sostanzialmente la molecola determina una ridistribuzione della massa sanguigna a vantaggio dei citati distretti vascolari senza che il regime pressorio generale subisca particolari modificazioni.
L'azione agonista dopaminergica di piribedil comporta anche una regolarizzazione dell'l'umore e della vigilanza che va a completare l'attività antiischemica della molecola.
Nei soggetti affetti da malattia di Parkinson il piribedil si è dimostrato efficace nel migliorare i deficit motori, compresa l'acinesia, e nell'invertire la fase off del paziente (l'improvvisa incapacità di muoversi), ristabilendo una "normale" situazione di mobilità (fase on).

## Farmacocinetica
A seguito di somministrazione per via orale piribedil viene rapidamente assorbito dal tratto gastrointestinale. La concentrazione plasmatica massima (Cmax) viene raggiunta dopo circa 1 ora dall'assunzione. L'eliminazione dall'organismo avviene attraverso la bile (20-30% circa), l'emuntorio renale (35-75%), e per la quota restante attraverso le feci.

## Tossicologia
Studi sperimentali eseguiti sugli animali hanno messo in evidenza una DL50 variabile, a seconda della specie animale presa in considerazione, da valori di 1460 a 2600 mg/Kg peso corporeo, a seguito di assunzione orale. Nel topo la DL50, quando assunto per via intravenosa, è pari a 145–174 mg/Kg peso corporeo.

## Usi clinici
- Trattamento della malattia di Parkinson, in particolare di quei pazienti nella cui forma clinica prevale il tremore, sia in monoterapia, sia in associazione a una terapia dopaminergica (ad esempio basata sulla levodopa).[5][6][7]
- Vasculopatie cerebrali e periferiche.
- Trattamento della vertigine di origine vascolare, malattia di Menière, vertigine secondaria a trauma, acufeni isolati, in particolare nel paziente anziano.
- Trattamento della degenerazione maculare senile e disturbi vascolari retinici (ischemia retinica).
- Trattamento adiuvante nei soggetti affetti da claudicatio intermittens secondaria ad arteriopatie degli arti inferiori
- Accidenti cerebrovascolari causati da aterosclerosi vertebrobasilare o carotidea, insufficienza cerebrovascolare cronica
- Trattamento aiuvante nei soggetti affetti deficit cognitivo cronico e deficit neurosensoriale (senescenza psichica), ad esclusione della malattia di Alzheimer e di altre forme specifiche di demenze.

Nei soggetti affetti da compromissione della memoria correlata all'età migliora la memoria e l'attenzione e aumenta la velocità delle reazioni psicomotorie. 
Il composto sembra migliorare le capacità mnemoniche e cognitive di apprendimento anche in soggetti anziani in buona salute.

## Effetti collaterali e indesiderati
Nel corso del trattamento con piribedil possono registrarsi effetti avversi di tipo gastrointestinale (in particolare dispepsia, nausea, vomito, flatulenza, diarrea), generalmente quando il medicinale viene assunto lontano dai pasti, in forma lieve e con la tendenza a scomparire con la durata del trattamento, in particolare se la dose assunta viene individualizzata ed aumentata con gradualità.
Alcuni individui possono presentare disturbi di tipo cardiovascolare (ipotensione ortostatica e tendenza a sviluppare lipotimia e sincope) o neurologico (vertigine, sonnolenza, talvolta veri e propri improvvisi attacchi di sonno diurni).
Sono stati segnalati anche disturbi di tipo psichiatrico (confusione mentale, ipercinesia, agitazione psicomotoria, allucinazioni visive e uditive) che tendono a scomparire non appena si provvede a sospendere il trattamento.
Come per altre molecole agoniste della dopamina (ad esempio il pramipexolo e il ropinirolo), durante il trattamento si possono sviluppare comportamenti compulsivi: tra questi si segnalano il gioco d'azzardo patologico, l'aumento dell'appetito e l'eccessiva assunzione di cibo (iperfagia e bulimia), un'eccessiva propensione a fare acquisti (shopping compulsivo e patologico) e l'aumento della libido con impulso incontrollato a compiere atti sessuali.

## Controindicazioni
Piribedil è controindicato nei soggetti con ipersensibilità individuale nota al principio attivo, a molecole chimicamente correlate, oppure ad uno qualsiasi degli eccipienti contenuti nella formulazione farmaceutica. È inoltre controindicato nei soggetti affetti da insufficienza cardio-circolatoria e in associazione a farmaci neurolettici.

## Dosi terapeutiche
Nei soggetti adulti il dosaggio medio è pari a 3-4 compresse (60–80 mg) al dì, a stomaco pieno (generalmente alla fine del pasto), suddivise in 3 somministrazioni.

## Gravidanza e allattamento
Studi eseguiti sui topi hanno evidenziato che il piribedil oltrepassa la barriera placentare si distribuisce nei tessuti biologici fetali. In assenza di dati sul profilo di efficacia e di sicurezza della molecola, il ricorso al trattamento nelle donne in stato di gravidanza ed in quelle che allattano al seno non è consigliato.

## Interazioni
- Farmaci neurolettici (aloperidolo, butirrofenone, risperidone ed altri, ad eccezione della clozapina):  i medicinali antiparkinsoniani dopaminergici sono antagonizzati dai composti ad attività neurolettica (l'antagonismo è reciproco), pertanto la somministrazione contemporanea non è indicata.